# Садись, двойка! (мультсериал)
«Садись, двойка!» (англ. Sit Down, Shut Up) — американский комедийный мультсериал, созданный в 2009 году Митчеллом Харвецом для FOX. Мультсериал сосредоточен на группе учителей средней школы из небольшого города во Флориде, «которых не заботит обучение детей». Премьера мультсериала состоялась 19 апреля 2009 года на FOX, но после четырёх переданных серий канал закрыл шоу. Оставшийся 9 серий показывали с октября по декабрь 2009 года.
Основываясь на австралийском одноимённом сериале Митчелл Харвец придумал «Садись, двойка!» в 2000 году. Он написал сценарий для пилотной серии, но «держал серию в ящике», пока не начал предлагать каналам идею в 2008 году, когда ему были нужны деньги. Харвец сказал, что «это будет дурацкое шоу, и никогда не хотел его», но в конце концов шоу купили FOX.
Последнюю серию показали 21 ноября 2009 года, и сериал был официально закрыт. Comedy Central купили сериал и начали показывать его повторы 4 мая 2010 года. Сериал номинировался на Artios Award за кастинг в 2009 году.

## Персонажи
- Эннис Ховтард (озвучен Уиллом Арнеттом) (англ. Ennis Hovtard) — велосипедист, который преподаёт английский язык и преследует женщин. Его девиз — «Девизы для проигравших». Он является неподходящим при продумывании планов, обычно вызывая даже больше проблем, и он редко думает о чём-либо, если это не имеет некоторое отношение к женщине или обещанию ухода от работы. Он, как показывают, очень талантлив когда дело доходит до получения женщины, даже будучи датирующимся учителем. Он также показал несколько раз внутренние мыслительные процессы домашней кошки, которую он именует как свой «котёнок комфорта».
- Ларри Литллджанк (озвучен Джейсоном Бейтманом) (англ. Larry Littlejunk) — учитель физкультуры, и единственный сотрудник, который может преподавать. По этим причинам он может быть замечен как главный герой. Он зовёт себя «Ларри Л.», потому что он ненавидит свою фамилию, его девиз — «почему учителем физкультуры не может быть другой.». Он потерял любовь учителя естественных наук Мирикл Крон из-за её «голого» представления (которое, по причинам цензуры, никогда не показывалось). Он безнадёжно любит Мирикл[10]. В раннем проморолике персонажа называли Ларри Слимпом[11].
- Мирикл Крон (озвучена Кристин Ченовет) (англ. Mirikl Cron) — духовная хиппи ходящая босиком и преподаватель естественных наук, которая часто приносит своего грудного ребёнка по имени Мерч (который, очевидно, более умён чем, она)[12] в школу, поскольку она полагает, что младенцы должны всегда быть с их матерью. Она также очень легковерна в ясном примере, получив комплимент; «Вы слишком симпатичны, чтобы быть в школе», она уходит из школы. Подразумевается в течение сериала, что ей также нравится Ларри. Она также управляет подземным Клубом борьбы подушками (пародия на Бойцовский клуб), который, кажется, является всемирным. Комик Мария Бэмфорд первоначально озвучивала мирекл Крон, но была позже заменена на Ченовет[13]. Руководители все ещё позволили Бэмфорд делать некоторые «сторонние голоса» в сериале[14].
- Стюарт Прозаккер (озвучен Уиллом Форте) (англ. Stuart Prozaccer) — ассистент директора. Его девиз «Я нуждаюсь в девизе!». Он самый смешной персонаж в сериале, это ясно показано, когда он сказал «Он настолько забывчив, что даже не понимает, что говорит о себе» когда он говорил о себе. Прежде чем стать ассистентом директора он работал тюремным клоуном во Флоридской пенитенциарии, и в серии «Miracle’s Are Real» выполняет тревожащею песню для Ларри в чёрно-белом полосатом тюремном обмундировании парашютиста. У Стюарта есть привычка говорить не assistant (рус. ассистент), а сокращение ass (рус. задница). Это в большой степени предложено всюду в сериале.
- Мухаммед Саби «Хэппи» Фа-набр (озвучен Томом Кенни) (англ. Muhammad Sabi «Happi» Fa-nabr) — Замкнутый уборщик. В первых нескольких эпизодах он говорит только на арабском языке, который дублируется на английский и комментирует Хэппи. В более поздних эпизодах он говорит на ломанном английском и без переводчика. Он живёт в лачуге на школьном участке. Его девиз примерно переведён на английский как «Я люблю Америку», хотя по голосу он ясно говорит, что ненавидит Америку. Фактически это неправильный перевод от его переводчика. Прежде чем Хэппи начал говорить по-английски самостоятельно все персонажи думали, что он говорит противоположность тому, что он действительно сказал. Он частый предмет стереотипных шуток.
- Эндрю Легустамбос (озвучен Ником Кроллом) (англ. Endryu Lyegustambos) — яркий и бисексуальный учитель драмы. Его девиз «Говорите». В испанской версии его фамилия переведена как «Он любит обоих», что является отсылкой к его бисексуальности. Ему нравится пара Мирикл и Ларри, надеясь, что они будут вместе. Позже он становится нарциссическим человеком, после того как видит себя в платье[15]. Согласно актёру Кроллу, Эндрю (вместе с Хелен) — неудачник среди неудачников. Кролл также сказал, что Эндрю «Snagglepuss современных дней»[16]. В раннем промо было сказано, что персонажа будут звать Эндрю Сапин[11].
- Хелен Клен (озвучена Чери Тери) (англ. Helen Clen) — библиотекарь.
- Сью Сезно (озвучена Кинан Томпсон) (англ. Sue Cesno) — директор школы.
- Вильярд Деушебаг (озвучен Генри Уинклером) (англ. Villard Deushebag) — германец, преподаёт свой родной язык.

## Список серий
| № | Название серии                                                                 | Режиссёр(ы)            | Сценарист(ы)                  | Премьера         | Код серии |
| --- | ------------------------------------------------------------------------------ | ---------------------- | ----------------------------- | ---------------- | --------- |
| 1 | «Pilot» «Пилотная серия»                                                       | Двэйн Кэрей-Хилл       | Митчелл Харвитц               | 19 апреля 2009   | SIT-101   |
| Директор Сьюзен Сезно угрожает уволить одного из учителей средней школы из-за сокращений бюджета. Тем временем Зам. директор Стюарт Прозаккер пьёт таблетки, которые оказываются стероидами. |                                                                                |                        |                               |                  |           |
| 2 | «Miracle's Are Real» «Реальность Мирекл»                                       | Рэйми Масквич          | Митчелл Харвитц, Джим Валлели | 26 апреля 2009   | SIT-102   |
| Поскольку школа устраивает ярмарку, чтобы заработать деньги, Ларри продолжает своё преследование Мирекл, и заканчивает тем, что заставил её потерять веру в свою духовность. Тем временем Хелен и Эндрю намереваются доказывать, что директор Сезно - гермафродит, а Эннис присматривает за ребёнком Мирекл.                                                                       |                                                                                |                        |                               |                  |           |
| 3 | «World's Greatest Teacher» «Самый великий учитель в мире»                      | Фрэнк Марино           | Алекс Херсклаг                | 3 мая 2009       | SIT-103   |
| Ларри добровольно предлагает произнести речь в надежде произвести впечатление на Мирекл, но Эннис крадёт идею Ларри, и видео Энниса на YouTube становится популярным. Тем временем Уилльярд становится учителем редактора водителя, таким образом, он может преодолеть свой страх перед вождением и Хелен обнаруживает, что Хэппи держит у себя книги, которые ей приказали сжечь. |                                                                                |                        |                               |                  |           |
| 4 | «Back in Time» «Назад во времени»                                              | Стивен Сэндовал        | Майкл Колтон                  | 10 мая 2009      | SIT-104   |
| В уважении к фильмам 1980-х директор Сезно устраивает для ПТА вечеринку в доме Хуи Льюиса, Хелен пытается найти свою личность, Ларри заканчивает день переодеванием в одежду другого пола Стюарта Проззакера, а Уильярд стимулирует путешествие во времени назад в Германию во время второй мировой войны                                                                          |                                                                                |                        |                               |                  |           |
| 5 | «High School Confidential» «Конфиденциальность средней школы»                  | Двэйн Кэрей-Хилл       | Аиша Мюбхеррэр                | 12 сентября 2009 | SIT-108   |
| Сьюзен Сезно на автомобиле врезается в Энниса, после чего он застревает в её машине. Тем временем Мирекл делают ученицу, потому что она не окончила школу. |                                                                                |                        |                               |                  |           |
| 6 | «Taming of the Dude» «Приручение пижона»                                       | Рэй Клафей             | Майкл Колтон, Джонн Абоуд     | 19 сентября 2009 | SIT-112   |
| Эннис начинает встречаться с новой женщиной, которая оказывается его бывшей. Тем временем директриса Сезно вступает в «клуб борьбы подушками». |                                                                                |                        |                               |                  |           |
| 7 | «Hurricane Willard» «Ураган Уильярда»                                          | Рэйми Масквич          | Аарон Эшоз                    | 26 сентября 2009 | SIT-109   |
| Когда городу угрожает шторм, спортзал средней школы используется в качестве временного убежища, и Уилльярд использует момент, чтобы уважиться через страх. |                                                                                |                        |                               |                  |           |
| 8 | «Mr. Hofftard Goes to Washington» «Мистер Хотвард едет в Вашингтон»            | Фрэнк Мэрино           | Дэн Фибел, Рич Ринэлди        | 3 октября 2009   | SIT-110   |
| Директор устроила экскурсию на автобусе и обманом выгоняет учителей из автобуса, те на разных транспортах пытаются добраться до мест остановки автобуса. |                                                                                |                        |                               |                  |           |
| 9 | «Tackin'» «Тэккин»                                                             | Кристэл Шизней-Томпсон | Ричард Дэй                    | 10 октября 2009  | SIT-113   |
| Ларри пытается убедить Сью избавиться от всех нездоровых продуктов питания, но она отказывается. Видя, что Сью не будет избавляться от нездоровой пищи, решает удалить все нездоровую пищу из школы, чтобы помочь детям обрести хорошую физическую форму. Ларри начинает выбрасывать нездоровую пищу, но непреднамеренно попадает в Уилларда.                                      |                                                                                |                        |                               |                  |           |
| 10 | «Helen and Sue's High School Reunion» «Средняя школа Хелен и Сью возрождается» | Питер Аванцино         | Алекс Херсклаг                | 24 октября 2009  | SIT-107   |
| Ларри планирует воссоединение школы и ищет потерянную любовь. |                                                                                |                        |                               |                  |           |
| 11 | «Math Lab» «Математическая лаборатория»                                        | Кристэл Шизней-Томпсон | Лаура Гутин                   | 7 ноября 2009    | SIT-106   |
| Стюарт неправильно понимает свою роль в борьбе с наркотиками и строит подпольную лабораторию. |                                                                                |                        |                               |                  |           |
| 12 | «SpEd» «СпИд»                                                                  | Рэй Клафей             | Дэн Фибел, Рич Ринэлди        | 14 ноября 2009   | SIT-102   |
| Уиллард пытается защитить Стюарта от мошенников. |                                                                                |                        |                               |                  |           |
| 13 | «High School Musical Musical» «Мюзикл Классный мюзикл»                         | Стивен Сэндовал        | Джош Вэйнштэйн                | 21 ноября 2009   | SIT-111   |
| Когда Сью даёт Эндрю ультиматум, он пишет мюзикл с учителями в главных ролях. Тем временем, Сью обнаруживает, что в нетрезвом состоянии Эннис умный. |                                                                                |                        |                               |                  |           |